# Hunter S. Thompson
Pour les articles homonymes, voir Thompson.
 (octobre 2010).
Si vous disposez d'ouvrages ou d'articles de référence ou si vous connaissez des sites web de qualité traitant du thème abordé ici, merci de compléter l'article en donnant les références utiles à sa vérifiabilité et en les liant à la section « Notes et références ».
Œuvres principales
- Hell's Angels (1966)
- Las Vegas Parano (1971)
- La Grande Chasse au requin (1979)
- Le Marathon d'Honolulu (Titre original : The Curse of Lono) (1983)
- Gonzo highway (1997)
- Rhum Express (Titre original : The Rum Diary) (1998)

Hunter Stockton Thompson [ˈhʌntɚ ˈstɑːktən ˈtɒmpsən], qui serait né le 18 juillet 1937 à Louisville (Kentucky), et mort par suicide le 20 février 2005 à Woody Creek (en), dans le comté de Pitkin au Colorado, est un journaliste et écrivain américain.
Hunter Thompson popularise le principe de « journalisme gonzo », inventé par Bill Cardoso, enquête journalistique axée sur l'ultra-subjectivité, faite de récits à la première personne, de rencontres et de prise de drogues, tout cela combiné à une plume féroce et à un fort engagement politique. Il est ami avec Oscar Zeta Acosta, et leur relation a inspiré la rédaction de Las Vegas Parano, récit déjanté d'une quête du rêve américain à travers le filtre de la prise de substances hallucinogènes.

## Biographie

### Enfance et début de carrière
Hunter Stockton Thompson naît en 1937, à Louisville dans le Kentucky. Sa famille est conservatrice, typique du Sud américain. Certains affirment qu'il serait en réalité né en 1939 car il aurait menti sur son âge pour pouvoir travailler. Très tôt il montre des capacités intellectuelles hors norme, lisant à 8 ans les classiques de la philosophie ou de la tragédie grecque[réf. nécessaire].
De nature athlétique dès son plus jeune âge, Thompson intègre le club sportif de Louisville où il excelle au baseball.
En 1952, il est accepté comme membre de l'Association Littéraire Athenaeum, (club littéraire universitaire fondé en 1862 par la Louisville Male High School où il étudie) et dont les membres, généralement issus des riches familles de Louisville, comprennent Porter Bibb, qui devient le premier éditeur de Rolling Stone.
Arrêté en 1956 pour vandalisme, il échappe à la prison en entrant dans l'Air Force. Il obtient d'abord, en juin de cette année, un diplôme en électronique à la Scott Air Force Base, avant d'être affecté à la base aérienne d'Eglin à Pensacola en Floride. Là, il commence une carrière de chroniqueur dans le petit magazine sportif de la base, Command Courrier. Il est renvoyé en novembre 1957 pour son « attitude rebelle et supérieure », et sa « mauvaise influence sur le moral des troupes ». Il avait entre autres méfaits divulgué des informations relatives à l'armée de l'air à Playground News.
Après son service militaire, il devient rédacteur en chef sportif pour un journal de Jersey Shore, en Pennsylvanie. Il s'établit peu après à New York, où il prend des cours d'écriture à l'Université Columbia vers janvier 1958. Des courriers datant de cette période, ainsi que des témoignages d'amis de Thompson, attestent qu'il était un lecteur vorace des écrivains de la Beat Generation pendant ses premières années d'écriture, et qu'il s'est lui-même identifié à la culture beatnik pendant sa période new-yorkaise. Il devient d'ailleurs plus tard l'ami des écrivains Allen Ginsberg et William S. Burroughs.
Il se fait embaucher comme pigiste au Time et profite de sa machine à écrire pour recopier Gatsby le Magnifique de F. Scott Fitzgerald et L'Adieu aux armes d'Ernest Hemingway dans le but de se familiariser avec le style de ces ouvrages. À cette époque, il commence déjà à se saouler dans les soirées Time Life du dimanche.
En 1959, il est licencié pour insubordination et travaille deux mois pour le Middletown Daily Record dont il est également licencié, le 3 mars, pour avoir passé toute une nuit à son travail en chaussettes et avoir abîmé d'un coup de pied un distributeur de bonbons.
À son renvoi, on lui tient ces propos : « Vous avez l'esprit vif [...] mais vous semblez ne pas vous soucier des liens à entretenir au sein de la communauté ».
D'août à octobre 1959, il demeure chez sa mère à Louisville, Kentucky. À cette époque, il souhaite trouver un poste aux Caraïbes et postule auprès de l'hebdomadaire anglophone San Juan Star basé à Porto Rico, mais le rédacteur en chef William J. Kennedy ne donne pas suite. Après un échange de lettres d'insultes mémorables, les deux hommes deviendront finalement amis après la démission de Thompson du journal El Sportivo, qui va l'embaucher peu après cet échec.
En effet, en 1960, Thompson part pour San Juan (Porto Rico) afin de rejoindre le magazine El Sportivo, qui se trouve faire faillite peu de temps après son arrivée.
Thompson devient alors correspondant de presse du New York Herald Tribune et de quelques éditions antillaises anglophones dirigées par Kennedy.
C'est principalement à cette époque qu'il expérimente le journalisme de terrain qu'il nomme plus tard « journalisme gonzo ».
Après s'être attiré des ennuis, les Portoricains voulant le jeter en prison, il fuit avec Sandra Dawn Conklin, sa liaison de l'époque, le 25 mars 1960, vers l'Espagne où il passe quelques mois avec ses amis Eugene et Eleanor McCarr.
Hunter regagne les États-Unis, qu'il traverse en auto-stop jusqu'à Big Sur en Californie où en 1961 il travaille pendant huit mois comme gardien au Slates Hot Springs, juste avant qu'il devienne l'Institut Esalen. Un article sur la culture bohème et artisanale de Big Sur, publié dans le magazine national Rogue lui avait valu ce poste de gardien.
Durant cette période, il écrit deux romans : Prince Jellyfish (Le prince méduse) et The Rum Diary (Journal de rhum), et soumet quelques nouvelles à des éditeurs. The Rum Diary, qui met en scène ses aventures à Porto Rico n'est publié qu'en 1998.
En 1962, Thompson gagne pour un an l'Amérique du Sud, en tant que correspondant du National Observer. Il passe plusieurs mois au Brésil et obtient un poste de reporter pour le Brazil Herald. Sandra Dawn Conklin, sa petite amie depuis 1958, le rejoint un peu plus tard à Rio de Janeiro. Il l'épouse en mai 1963, peu après leur retour aux États-Unis. Ils s'installent à Aspen, Colorado et leur fils Juan Fitzgerald Thompson naît le 24 mars 1964. Le couple divorcera en 1978.

### Hell's Angels et la mort du Rêve américain
En 1965, Carey McWilliams, rédacteur en chef du magazine The Nation, propose à Hunter S. Thompson d'écrire un article sur les gangs de motards qui se sont multipliés dans le pays, ce qui va offrir au jeune journaliste l'opportunité d'entrer en contact avec la communauté des Hell's Angels (ou Hells Angels) de Californie. Thompson et Ralph Burger, le chef des Hell's Angels, passent beaucoup de temps ensemble ; leurs échanges nourrissent l'article qui a été commandé et surtout l'enrichit, comparativement à ce qui a été déjà publié dans la presse à ce sujet. Sous le titre The Motorcycles Gangs : Losers and Outsiders, l'article de Thompson paraît dans The Nation le 17 mai 1965. Quelques jours après la parution de ce compte-rendu très remarqué sur le sujet, Thompson reçoit plusieurs offres pour la publication d'un livre sur les gangs de motards, en particulier celui des Angels. Il accepte l'une des offres puis comprend qu'il doit maintenant retourner vers le gang des Hell's Angels pour une fréquentation plus assidue qui nourrisse tout un livre. Dans l'été 1965, Thompson présente les Angels à l'écrivain Ken Kesey. Ce dernier, entouré de ses amis les Merry Pranksters, décide d'organiser une fête en leur honneur dans sa propriété californienne de La Honda. Les motards que Thompson accompagne y sont accueillis par cette pancarte : "Les Merry Pranksters souhaitent la bienvenue aux Hell's Angels". Dans cette grande fête à laquelle participe le poète beat Allen Ginsberg, on consomme beaucoup de bière (le carburant des Angels) et de drogues psychédéliques. Thompson apprend à connaître les effets de la consommation d'acide ; à ce moment-là, le L.S.D. entre dans sa vie.
Pendant six mois, Thompson travaille intensément sur son manuscrit relatif aux Hell's Angels, avec une minutie quasi anthropologique, tout ceci à une époque où la contre-culture bat son plein. L'écriture du livre achevée, l'éditeur propose une couverture à Thompson en lui envoyant la photo. Celui-ci montre la couverture à des garçons des Angels ; il y figure le prix du livre. Certains membres de ce groupe reprochent alors à Thompson de vouloir faire de l'argent sur leur dos. Le gang exige sa part. Le journaliste écrivain leur répond : "Allez, allez ! Il faut beaucoup de temps pour écrire un livre. Votre part, c'est rien." Une bagarre se déclenche et Thompson est passé à tabac, presque laissé pour mort. Celui-ci qualifiera plus tard ce différend avec les Hell's Angels de "l'une de ces querelles éthyliques spontanées". Cet épisode a marqué la fin de ses relations avec le gang.
En février 1967, Random House publie le livre Hell's Angels , montrant ainsi un aperçu de ce que deviendra le journalisme gonzo. Le livre est plutôt bien reçu par les critiques et connaît le succès auprès du public.
Après cela, Thompson publie des articles dans un grand nombre de journaux reconnus, notamment le The New York Times Magazine, Esquire, Pageant, etc. Peu avant le Summer of Love, il publie un article dans le Times magazine du 14 mai 1967 sur le mouvement hippie, The Hashbury is the Capital of the Hippies, le décrivant comme largement dominé par des « nouveaux venus » dont le seul but est de se procurer de la drogue, et qui sont dénués selon lui de courage politique et de profondeur artistique, contrairement à la New Left et à la Beat generation. Il approfondit l'observation de la contre-culture dans Fear and Loathing in Las Vegas et dans d'autres articles.
Selon les lettres de Thompson et ses écrits postérieurs, à cette époque, il souhaite écrire un livre, The Joint Chiefs, au sujet de la fin du rêve américain. Il utilise une avance de 6 000 $ de Random House pour voyager. Il suit la campagne présidentielle de 1968 et participe à la Convention nationale démocrate de 1968 à Chicago. Le livre qu'il a planifié n'a pas été achevé, mais le thème de la mort du rêve américain est présent dans nombre de ses écrits ultérieurs, et le contrat signé avec Random House est honoré en 1972 avec le livre Fear and Loathing in Las Vegas (traduit en français sous le titre Las Vegas Parano) Thompson signe aussi un accord avec Ballantine Books en 1968 pour écrire un livre satirique, The Johnson File, sur Lyndon B. Johnson. Quelques semaines après la signature du contrat, Johnson annonce qu'il renonce à se représenter aux élections, et le contrat est annulé.
Hunter S. Thompson est installé avec sa femme et son fils dans le Colorado depuis la fin de l'année 1966. Dans un premier temps, il loue une maison à Woody Creek, une petite montagne près d'Aspen. Aussitôt, il la baptise du nom de Owl Farm. Deux ans plus tard, Thompson touche ses royalties pour la vente de Hell's Angels et utilise ce gain pour occuper, dans le même secteur, une autre maison avec un vaste terrain - également baptisée Owl Farm par Hunter - où il vivra jusqu'à la fin de ses jours. Le propriétaire des lieux, George Stranahan, témoigne : "Je leur ai loué deux maisons sur 50 hectares pour 375 dollars par mois. Les chèques pour le loyer arrivaient un peu irrégulièrement, mais souvent avec une lettre manuscrite pleine d'humour, d'observations et de commentaires politiques féroces." George restera à jamais son ami.

### Naissance du Gonzo

Le poing à double pouces, symbole du Gonzo, réalisé par l'artiste Tom Benton.

En 1970, il est candidat à l'élection du shérif du comté de Pitkin et remporte presque la moitié des suffrages.
Parmi les mesures qu'il a souhaité mettre en place, on peut citer :
- Changer le nom de la ville d'Aspen et la renommer Fat City pour mettre fin à la spéculation et à la capitalisation faites sur le nom « Aspen ».
- Interdire la circulation automobile à l'intérieur de la ville sauf pour la desserte locale. Les déplacements devant se faire à pied ou via des vélos mis à disposition et entretenus par les forces de police.
- Légaliser et contrôler la vente des drogues. Punir sévèrement leur vente à profit.
- Désarmer les forces de police.
- « Harceler sauvagement » quiconque tenterait de tirer profit de la terre dans un but commercial.

Il est envoyé par le magazine Scanlan's Monthly couvrir le Derby du Kentucky de Louisville (ville natale de Thompson). Il y rencontre pour la première fois le dessinateur anglais Ralph Steadman, qui doit illustrer son article. Ils font finalement une folle virée, teintée d'alcool, de drogues et de scandales, et n'assistent au Derby que de très loin. Stressé et n'ayant rien à raconter sur la course, Thompson utilise les notes sommaires de son carnet pour rédiger l'article. Intitulé The Kentucky Derby Is Decadent and Depraved, l'article est considéré comme révolutionnaire dans l'histoire du journalisme. Thompson y développe un style nouveau, ultra subjectif, autobiographique et sarcastique qui devient sa marque de fabrique. Bill Cardoso, rédacteur en chef du Boston Globe, décrira cet article comme le texte fondateur du journalisme Gonzo.
En avril 1971, il écrit pour le magazine Rolling Stone l'article Strange Rumblings in Aztlan sur la mort de Rubén Salazar et les émeutes chicano à Los Angeles. C'est l'une des premières apparitions de l'avocat Oscar Zeta Acosta dans les écrits d'Hunter S. Thompson.
En 1972, il suit les élections présidentielles pour Rolling Stone, d'abord lors des primaires démocrates, puis le face à face entre George McGovern et Richard Nixon. Il en tire le livre Fear and Loathing: On the Campaign Trail '72.
En 1976, pendant la guerre du Vietnam, il manque de se faire tuer.

### Décès
Il met fin à ses jours avec son arme à feu à son domicile de Woody Creek (en) le 20 février 2005. Sa famille, qui se trouve dans une pièce adjacente, entend le bruit d'un livre qui tombe, et ne vérifie que quelques minutes après. Devant lui (selon le rapport de police), se trouve sa machine à écrire où sont seulement écrits « Feb. 22 '05 » et « Counselor » ("22 février 2005" et "Conseiller").
Thompson souhaite que ses cendres soient tirées d'un canon placé en haut d’une tour. L'année de sa mort, Johnny Depp, qui selon la veuve de Thompson, Anita, a financé la cérémonie, a exaucé le vœu de l'auteur en dispersant ses cendres depuis un canon placé en haut d'une tour que l'écrivain avait fait construire lors de sa campagne pour l'élection du shérif d'Aspen.
Fumeur, Hunter était amateur d'alcool, de drogues et d'armes.

## Ouvrages
| Titre original                                                                                             | Titre français | Année | 1re édition                                                 | 2e édition                                                         | ISBN                  | Observations                           |
| --- | --- | ----- | ----------------------------------------------------------- | ------------------------------------------------------------------ | --------------------- | -------------------------------------- |
| Hell's Angels: The Strange and Terrible Saga of the Outlaw Motorcycle Gangs                                | Hell's Angels | 1966  | Random House, 1966                                          | réimpr. 1967, 1970, 1974, 1991, 1995, 1996, 1999, 2003, 2009, 2011 | (ISBN 0-345-41008-4)  | 278 p.                                 |
| Fear and Loathing in Las Vegas: A Savage Journey to the Heart of the American Dream                        | Las Vegas Parano | 1972  | Random House, 1972                                          | réimpr. 1973, 1982, 1988, 1989, 1996, 1998, 2005                   | (ISBN 978-0394464350) | 206 p.                                 |
| Fear and Loathing: On the Campaign Trail '72                                                               | Publié partiellement (des extraits) en France dans La Grande Chasse au requin (Le Nouveau Testament gonzo), puis dans Dernier tango à Las vegas.                      | 1973  | Straight Arrow Books, coll. « First Edition. States », 1973 | réimpr. 1974, 1983, 1994, 2005, 2012                               | (ASIN B000Y960K6)     | 505 p.                                 |
| The Great Shark Hunt: Strange Tales from a Strange Time (Gonzo Papers, Vol. 1)                             | Publié en France en deux volumes dans La Grande Chasse au requin (L'Ancien/Le Nouveau Testament gonzo), puis dans Parano dans le bunker et Dernier tango à Las Vegas. | 1979  | Summit Books, 1979                                          | réimpr. 1980, 1982, 1992, 1998, 2005, 2010                         | (ISBN 978-0671400460) | 602 p.                                 |
| The Curse of Lono                                                                                          | Le Marathon d'Honolulu | 1983  |                                                             | Taschen, 2005                                                      | (ISBN 978-3822848975) | (Illustré par Ralph Steadman) - 205 p. |
| Generation of Swine: Tales of Shame and Degradation in the '80s (Gonzo Papers, Vol. 2)                     | | 1988  | Summit Books, 1988                                          | Simon & Schuster , 2003                                            | (ISBN 978-0671661472) | 304 p.                                 |
| Songs of the Doomed: More Notes on the Death of the American Dream (Gonzo Papers, Vol. 3)                  | Nouveaux commentaires sur la mort du rêve américain | 1990  |                                                             | Simon & Schuster, 2002                                             | (ISBN 978-0743240994) | 384 p.                                 |
| Silk Road: Thirty-three Years in the Passing Lane                                                          | | 1990  |                                                             |                                                                    |                       |                                        |
| Better than Sex: Confessions of a Political Junkie (Gonzo Papers, Vol 4)                                   | | 1994  | Random House, 1994                                          |                                                                    | (ISBN 978-0679424475) | 245 p.                                 |
| The Proud Highway: The Saga of a Desperate Southern Gentleman, 1955-1967 (Gonzo Letters, vol 1)            | Publié en France dans Gonzo highway | 1997  | Villard, coll.1997                                          |                                                                    | (ISBN 978-0679406952) | 683 p.                                 |
| The Rum Diary: The Long Lost Novel                                                                         | Rhum Express | 1998  | Simon & Schuster, 1998                                      | réimpr. 1999, 2004, 2011                                           | (ISBN 978-0684855219) | 204 p.                                 |
| Screwjack and Other Stories                                                                                | | 2000  | Simon & Schuster, 2000                                      |                                                                    | (ISBN 978-0684873213) | 64 p.                                  |
| Fear and Loathing in America: The Brutal Odyssey of an Outlaw Journalist, 1968-1976 (Gonzo Letters, vol 2) | Publié en France (choix d'extraits) dans Gonzo highway | 2001  | Simon & Schuster, 2001                                      |                                                                    | (ISBN 978-0684873169) | 784 p.                                 |
| Kingdom of Fear: Loathsome Secrets of a Star-crossed Child in the Final Days of the American Century       | | 2003  | Simon & Schuster, 2003                                      |                                                                    | (ISBN 9780684873237)  | 384 p.                                 |
| Hey Rube: Blood Sport, the Bush Doctrine, and the Downward Spiral of Dumbness                              | | 2004  | Simon & Schuster, 2004                                      |                                                                    | (ISBN 978-0684873190) | 272 p.                                 |
| The Mutineer: Rants, Ravings, and Missives from the Mountaintop 1977–2005 (Gonzo Letters, vol 3)           | | 2005  | Simon & Schuster, 2005                                      |                                                                    | (ISBN 978-0684873176) | 752 p.                                 |
| Fear and Loathing at Rolling Stone: The Essential Writing of Hunter S. Thompson                            | | 2011  | Simon & Schuster, 2011                                      |                                                                    | (ISBN 978-1439165959) | 592 p.                                 |

## Adaptations cinématographiques
Un premier film adapté des livres de Hunter S. Thompson a été réalisé en 1980 sous le titre Where the Buffalo Roam.
L'adaptation au cinéma de Fear and Loathing in Las Vegas en 1998 (Las Vegas Parano en France) fait connaître Hunter S. Thompson au grand public.
The Rum Diary (Rhum Express en français) est une adaptation cinématographique du roman éponyme.
Le film Fear and Loathing in Aspen sorti en 2021 aux États-Unis est une fiction biographique qui retrace ses aventures lorsqu'il tente de se faire élire au poste de shériff du comté de Pitkin.